# Cnestidium froesii
Cnestidium froesii là một loài thực vật có hoa trong họ Connaraceae. Loài này được Pires mô tả khoa học đầu tiên năm 1954.